# Cezinando
Kristoffer Cezinando Karlsen, född 3 augusti 1995 i Oslo, är en norsk artist och låtskrivare känd som Cezinando. Han fick sitt genombrott som nykomling 2016 när han fick både norska P3 priset Urørt för osignade artister och senare samma år utsågs han till årets nykomling på norska P3-Gull-galan. Låten "Håper du har plass" blev årets låt i P3 Gull 2017 och albumet "Noen ganger og andre" från 2017 har fått norska musikpriset Spellemanprisen för årets album.

## Biografi
Cezinando har en portugisisk far och en norsk mor och tillbringade en del av sin uppväxt i Lissabon. Han medverkade som barn i de norska tv-serierna Karsten og Petra (2002) och AF1 (2008). Han gick gymnasiet på Elvebakken i Oslo.

## Karriär
Han debuterade som rappare vid 15 års ålder med EP:n Cez4prez och gav på egen hand ut albumet framtid:samtid 2014.

### Genombrottet 2016
Genombrottet kom 2016 när han fick ta emot flera utmärkelser. Norsk radio NRK P3 delar ut priset Årets urørt till norska artister utan skivkontrakt som anses mest lovande och de tävlande skickar själv in sina bidrag. 2016 som var det år då Ceziando tog hem segern hade 35 000 norska artister skickat in bidrag och från tävlingens juryn uttalade sig Veronica Maggio om att Cezinandos seger kändes helt väntad. Tävlingsbidraget var låten "€PA".
Senare under 2016 släppte han albumet Barn av Europa. Om titeln säger han att han själv är ett barn av Europa eftersom han har en norsk förälder och en portugisisk. Låttexterna till albumet "Barn av Europa" gjorde att Cezinando vann pris i textförfattarklassen under Spellemannprisen 2016. Han var också nominerad i klasserna urban och årets nykomling för samma album. I en intervju har han sagt att han ser upp till norska artister som med sina norska låttexter klarar av att slå utomlands. Med albumet "Barn av Europa" blev han utsedd till årets nykomling i P3 Gull och i juryns motivering till vinsten lyftes hans kvaliteter som lyriker fram.

### Etablering under 2017
I mars 2017 släppte Cezinando låten "Håper du har plass", som blev hans första musik att följa upp genombrottsåret 2016 då han också gav över 100 livekonserter. Låttexten beskriver ett familjedrama och recensenter menade att släppet innebar en etablering inom den norska musikscenen. Hyllningar för låten kom också från norska artister som rapparen OnklP, Magdhi Abdelmaguid från hiphop-duon Karpe Diem och från rockbandet Oslo Ess. Samma vår som låten släpptes var den med i sista säsongen av den norska serien Skam och hade där mycket speltid. I november nominerades låten till årets låt i P3 Gull och det blev en kategori som han också vann vid galan den 25 november. I tacktalet berättade Cezinando att han fått större självförtroende av att ha gjort låten.
Nästa singel "Vi er perfekt men verden er ikke" kom i juni 2017. Den skrevs i januari 2017 och är producerad av Ole Torjus. Om låten säger Cezinando att han vanligtvis behöver några timmar att skriva en låt men att texten till "Vi er perfekt men verden er ikke" skrev han ännu snabbare. Låten har beskrivits som mer minimalistisk i sin ljudbild än Cezinandos tidigare musik, vilket ger ett större fokus på låttexten. Precis som "Håper du har plass" använde tv-serien Skam även singeln "Vi er perfekt men verden er ikke". Samma vecka som låten släpptes spelade Astrid S in en akustisk coverversion av "Vi er perfekt med verden er ikke" live i NRKs musikprogram P3 Christine live. Cezinandos originalversion av låten låg fyra veckor på den norska försäljningslistan VG-lista, vilket var kortare än Astrid S version.
Den 6 oktober 2017 släpptes det fjärde albumet Noen ganger og andre där båda singlarna "Vi er perfekt men verkden er ikke" och "Håper du har plass" är med. I norsk press mottogs albumet positivt, exempelvis i recensionerna från Aftenposten, Verdens Gang och Dagbladet. Recensionen i Aftenposten lyfter fram att det är tydligt att Cezinandos musikaliska rötter finns inom rappen, men att detta album har tyngdpunkten i popen, via hiphop och elektropop. Albumet belönade med två Spellemanpriser, årets album och årets urban, i februari 2018.

## Diskografi
Album
- 2012 – Cez 4 Prez
- 2014 – framtid:sanntid
- 2016 – Barn av Europa
- 2017 – Noen ganger og andre
- 2020 – Et godt stup i et grunt vann